# Astronomy Cast

Логотип проекту

Astronomy Cast (Подкаст про астрономію) — навчальний англомовний подкаст, у якому обговорюється астрономія. Тема випуску міняється щотижня: від планет та космології до розвінчення міфів. Співавторами шоу є автор сайту Universe Today Фрейзер Кейн та професор астрономії з університету Едвардвіль, Південний Іллінойс, доктор Памела Л. Ґей. Перший випуск з'явився 10 вересня 2006 року. 
Подкаст є популярним у рейтингу iTunes, категорія Наука і Медицина, і займає шосте місце серед подкастів про природничі науки . Подкаст набрав більше 30 тис. слухачів за кілька місяців.

## Місія
Подкаст про астрономію обговорює проблеми, підкріплені фактами і обговорює зі слухачами питання планет та космології. Ведучі Фрейзер Кейн (Universe Today) та Памела Л. Ґей обговорюють і пояснюють слухачам, що нам відомо про Всесвіт навколо нас.

## Формат
«Подорож космосом, підкріплена фактами» допомагає слухачам зрозуміти не тільки те, що ми знаємо, а і те, «як ми знаємо, що ми знаємо». Шоу викладає інформацію у вигляді дискусії між ведучими, додаткові дані викладаються на сайті подкасту, щоб допомогти слухачам розібратись у темі, що обговорюється. Експеримент із додатковими матеріалами у вигляді фотографій до випусків не було продовжено через великий розмір фото. Ними зацікавилась невелика кількість слухачів у порівнянні із самим випуском. Але ці випуски досі можна скачати.
Також виходили програми, де ведучі відповідали на питання слухачів. Починаючи з вересня 2008 року загалом вийшло 10 таких випусків, далі відповіді на питання з'являються час від часу через велику кількість питань. Також ведучі експериментували з питаннями від учнів та студентів і навіть відправили апаратуру для запису питань до навчальних закладів, які виявили таке бажання. Відповіді на такі питання увійшли в окремі випуски шоу і викладені на сайті програми. У червні 2008 року вийшло два таких випуски, цей експеримент підтримувався GLAST під керівництвом NASA.
У подкасті обговорюються багато питань від планет Сонячної системи до Всесвіту, від Великого вибуху до Чорних дір. Усі попередні випуски доступні для скачування в mp3-форматі на сайті програми.

## Аудиторія
Слухачі подкасту − це дуже широка аудиторія, в основному віком від 18 до 53 років. Молодь до 18 років найчастіше не є фанатами подкасту через те, що тематика космосу може здатися їм занадто складною, а слухачі старшого віку зазвичай мало знайомі з технологіями (подкасти, плеєри тощо). Основна аудиторія подкасту − чоловіки, жіноча частина складає всього 9 %.

## Досягнення
- 4 серпня 2008 року вийшов сотий випуск Подкасту про астрономію.
- Подкаст було номіновано на премію Народний вибір серед подкастів у категорії «Технологія і наука» [6]

## Міжнародний рік астрономії
У 2009 подкаст підтримав програму «365 днів астрономії».